# Pambdelurion whittingtoni
Il pambdelurion (Pambdelurion whittingtoni) è un animale estinto dalle incerte affinità, vissuto nel Cambriano inferiore (circa 520 milioni di anni fa). I suoi resti sono stati rinvenuti nel giacimento di Sirius Passet, in Groenlandia.

## Un planctivoro cieco
Questo animale, insieme a un altro organismo di Sirius Passet noto come Kerygmachela, sembrerebbe imparentato con i misteriosi Anomalocaridi, un gruppo di animali predatori vissuti esclusivamente nel Cambriano inferiore e medio. Il pambdelurion era sprovvisto di occhi e dotato di due zampe molto robuste poste anteriormente, che probabilmente corrispondevano alle strutture predatorie degli anomalocaridi. Queste “zampe” possedevano una fila di spine flessibili e simili a peli, una per ogni segmento della zampa. Per queste caratteristiche, alcuni paleontologi ritengono il pambdelurion un animale planctivoro. Al contrario di Kerygmachela, sembra che Pambdelurion possedesse una bocca piuttosto grande, anche se sprovvista di superfici adatte a mordere, presenti invece negli anomalocaridi. Sul corpo erano presenti undici paia di lobi laterali e altrettante zampe “lobopodi”. Nessuno dei ritrovamenti fossili rinvenuti finora mostra tracce di cerci posteriori o strutture caudali, al contrario degli altri anomalocaridi.